# Pekelný kopec
Pekelný kopec är ett berg i Tjeckien.   Det ligger i regionen Vysočina, i den centrala delen av landet, 140 km sydost om huvudstaden Prag. Toppen på Pekelný kopec är 570 meter över havet.
Terrängen runt Pekelný kopec är huvudsakligen platt. Pekelný kopec ligger uppe på en höjd som går i öst-västlig riktning. Runt Pekelný kopec är det ganska glesbefolkat, med 50 invånare per kvadratkilometer. Närmaste större samhälle är Třebíč, 4,1 km nordost om Pekelný kopec. Trakten runt Pekelný kopec består till största delen av jordbruksmark.